# 后冠
后冠（英語：Consort crown）是君主的正妻在加冕礼或其他重大国家场合中所佩戴的冠冕。与当朝君主大多是从前任所继承的一顶或多顶冠冕的情况所不同，后妃有时会有专门为其所制作的冠，而这些冠冕其他后妃都不会佩戴。